# Estació de Platja de Garbet
L'estació de Platja de Garbet fou una estació ferroviària de la línia de Barcelona a Portbou, situada al municipi de Colera, a la comarca de l'Alt Empordà de la província catalana de Girona. Des d'almeys 2006 ja no presta servei.

## Situació ferroviària
Establerta a 31,1 metres d'altitud, l'estació de Platja de Garbet està situada al punt quilomètric (PK) 93.157 de la línia de Barcelona a Portbou, entre les estacions de Colera i de Llançà. Aquesta estació no va tenir mai edifici i, per tant, només en queden andanes, que es conserven.

## Història
Segons el diari La Vanguardia, la història d'aquest baixador comença l'any 1933, quan la companyia de Madrid, Saragossa i Alacant (MZA), decideix la seva construcció. En el llibre d'Horaris Guia de Ferrocarrils, Línies Aèries i Marítimes de juliol 1952, trobem l'estació anomenada Garbet (ap.) i en la relació Barcelona a Portbou només tenen parada 3 omnibus a les 06:56, 13:41 i 18: 28. A l'apartat de les observacions s'adverteix que el baixador de Platja de Garbet només presta servei de l'1 de juliol al 30 de setembre. El 14 de juny de 1934 es va pot trobar la notícia de la parada de trens en el nou baixador de Platja de Garbet.
Es va posar en servei per tal de donar servei a aquesta platja situada molt a prop de la traça del ferrocarril entre Llançà i Colera. L'estació s'utilitzava sobretot a l'estiu pels banyistes i residents de la zona però tot i que les instal·lacions estan encara en condicions força bones per poder prestar servei, cap tren s'hi atura. De fet té els rètols amb el nom de l'estació del tipus estandarditzat i també es manté el pas a nivell entre les dues andanes laterals a les vies generals.
L’historiador de la ciutat de Figueres Josep M. Bernils explica que l’any 1956 es van despatxar, només per a banyistes, 17.000 bitllets durant el mes de juny, 18.000 el juliol i 21.000 l’agost.

## Estat actual
Va deixar de prestar servei als passatgers el 2004. Les dues edificacions es troben en un bon estat de conservació, tenint en compte les dècades que porta tancada a viatgers. Encara conserva els cartells unificats de l'època de "Platja de Garbet". Conserva també el pas amb travesses de fusta entre les dues andanes.
Dins el recinte del que va ser l'estació es pot trobar dues relíquies arqueològiques ferroviàries com són un antic punt quilomètric de ferro forjat de l'antiga companyia TBF i el suport de l'antic cartelón de fusta que indicava la A de baixador. Cal destacar els dos cartells anunciadors del baixador, instal·lats segurament a finals dels 80, i que encara es conserven després de gairebé 25 anys sense prestar servei de viatgers l'estació.

## Accés
El tren i el baixador Estació Platja de Garbet eren el mitjà més còmode per arribar a la Platja de Garbet, però Renfe va decidir treure'l i avui dia només és possible accedir-hi amb cotxe o barca. L'accés amb cotxe és a través de la N260 que uneix Llançà i Colera. Està davant de la platja que porta el nom del baixador "Garbet". Una de les més grans de la zona amb uns 450 metres de llarg.